# Concursul Muzical Eurovision 2023
Concursul Muzical Eurovision 2023 a fost a 67-a ediție a Concursului Muzical Eurovision, care a avut loc în Liverpool, Regatul Unit. Concursul era programat să se desfășoare în Ucraina, după ce aceasta a câștigat ediția din 2022, dar, din cauza invaziei Rusiei în această țară, ediția din 2023 nu a putut avea loc în această țară. Concursul a fost câștigat de Suedia, țara fiind reprezentată de Loreen cu piesa Tattoo.

## Țări participante

### Semifinala 1
| #  | Țară              | Artist                     | Cântec                              | Traducere                            | Limbă                              | Loc | Puncte |
| -- | ----------------- | -------------------------- | ----------------------------------- | ------------------------------------ | ---------------------------------- | --- | ------ |
| 1  | Norvegia          | Alessandra                 | Queen of Kings                      | Regina regilor                       | engleză                            | 6   | 102    |
| 2  | Malta             | The Busker                 | Dance (Our Own Party)               | Dansează (Propria noastră petrecere) | engleză                            | 15  | 3      |
| 3  | Serbia            | Luke Black                 | Samo mi se spava (Само ми се спава) | Doar vreau să dorm                   | sârbă, engleză                     | 10  | 37     |
| 4  | Letonia           | Sudden Lights              | Aijā                                | Merge                                | engleză, letonă                    | 11  | 34     |
| 5  | Portugalia        | Mimicat                    | Ai Coração                          | O, inimă                             | portugheză                         | 9   | 74     |
| 6  | Irlanda           | Wild Youth                 | We Are One                          | Suntem unul                          | engleză                            | 12  | 10     |
| 7  | Croația           | Let 3                      | Mama ŠČ!                            | —                                    | croată                             | 8   | 76     |
| 8  | Elveția           | Remo Forrer                | Watergun                            | Pistol cu apă                        | engleză                            | 7   | 97     |
| 9  | Israel            | Noa Kirel                  | Unicorn                             | Unicorn                              | engleză, ebraică                   | 3   | 127    |
| 10 | Republica Moldova | Pasha Parfeni              | Soarele și Luna                     | —                                    | română                             | 5   | 109    |
| 11 | Suedia            | Loreen                     | Tattoo                              | Tatuaj                               | engleză                            | 2   | 135    |
| 12 | Azerbaidjan       | TuralTuranX                | Tell Me More                        | Zi-mi mai mult                       | engleză                            | 14  | 4      |
| 13 | Cehia             | Vesna                      | My Sister's Crown                   | Coroana surorii mele                 | engleză, cehă, bulgară, ucraineană | 4   | 110    |
| 14 | Țările de Jos     | Mia Nicolai și Dion Cooper | Burning Daylight                    | Lumina zilei arzând                  | engleză                            | 13  | 7      |
| 15 | Finlanda          | Käärijä                    | Cha Cha Cha                         | —                                    | finlandeză                         | 1   | 177    |

### Semifinala 2
| #  | Țară       | Artist                     | Cântec                 | Traducere             | Limbă            | Loc | Puncte |
| -- | ---------- | -------------------------- | ---------------------- | --------------------- | ---------------- | --- | ------ |
| 1  | Danemarca  | Reiley                     | Breaking My Heart      | Frângându-mi inima    | engleză          | 14  | 6      |
| 2  | Armenia    | Brunette                   | Future Lover           | Viitor iubit          | engleză, armeană | 6   | 99     |
| 3  | România    | Theodor Andrei             | D.G.T. (Off and on)    | —                     | română, engleză  | 15  | 0      |
| 4  | Estonia    | Alika                      | Bridges                | Poduri                | engleză          | 10  | 74     |
| 5  | Belgia     | Gustaph                    | Because of You         | Din cauza ta          | engleză          | 8   | 90     |
| 6  | Cipru      | Andrew Lambrou             | Break a Broken Heart   | Frânge o inimă frântă | engleză          | 7   | 94     |
| 7  | Islanda    | Diljá                      | Power                  | Putere                | engleză          | 11  | 44     |
| 8  | Grecia     | Victor Vernicos            | What They Say          | Ce spun ei            | engleză          | 13  | 14     |
| 9  | Polonia    | Blanka                     | Solo                   | Solo                  | engleză          | 3   | 124    |
| 10 | Slovenia   | Joker Out                  | Carpe diem             | Trăiește clipa        | slovenă          | 5   | 103    |
| 11 | Georgia    | Iru Khechanovi             | Echo                   | Ecou                  | engleză          | 12  | 33     |
| 12 | San Marino | Piqued Jacks               | Like an Animal         | Ca un animal          | engleză          | 16  | 0      |
| 13 | Austria    | Teya and Salena            | Who the Hell Is Edgar? | Cine naiba e Edgar?   | engleză          | 2   | 137    |
| 14 | Albania    | Albina și Familja Kelmendi | Duje                   | Îi iubesc             | albaneză         | 9   | 83     |
| 15 | Lituania   | Monika Linkytė             | Stay                   | Rămâi                 | engleză          | 4   | 110    |
| 16 | Australia  | Voyager                    | Promise                | Promite               | engleză          | 1   | 149    |

### Finala
| #  | Țară              | Artist                     | Cântec                              | Traducere             | Limbă                              | Loc | Puncte |
| -- | ----------------- | -------------------------- | ----------------------------------- | --------------------- | ---------------------------------- | --- | ------ |
| 1  | Austria           | Teya and Salena            | Who the Hell Is Edgar?              | Cine naiba e Edgar?   | engleză                            | 15  | 120    |
| 2  | Portugalia        | Mimicat                    | Ai Coração                          | O, inimă              | portugheză                         | 23  | 59     |
| 3  | Elveția           | Remo Forrer                | Watergun                            | Pistol cu apă         | engleză                            | 20  | 92     |
| 4  | Polonia           | Blanka                     | Solo                                | Solo                  | engleză                            | 19  | 93     |
| 5  | Serbia            | Luke Black                 | Samo mi se spava (Само ми се спава) | Doar vreau să dorm    | engleză, sârbă                     | 24  | 30     |
| 6  | Franța            | La Zarra                   | Évidemment                          | Evident               | franceză                           | 16  | 104    |
| 7  | Cipru             | Andrew Lambrou             | Break a Broken Heart                | Frânge o inimă frântă | engleză                            | 12  | 126    |
| 8  | Spania            | Blanca Paloma              | Eaea                                | —                     | spaniolă                           | 17  | 100    |
| 9  | Suedia            | Loreen                     | Tattoo                              | Tatuaj                | engleză                            | 1   | 583    |
| 10 | Albania           | Albina și Familja Kelmendi | Duje                                | Îi iubesc             | albaneză                           | 22  | 76     |
| 11 | Italia            | Marco Mengoni              | Due vite                            | Două vieți            | italiană                           | 4   | 350    |
| 12 | Estonia           | Alika                      | Bridges                             | Poduri                | engleză                            | 8   | 168    |
| 13 | Finlanda          | Käärijä                    | Cha Cha Cha                         | —                     | finlandeză                         | 2   | 526    |
| 14 | Cehia             | Vesna                      | My Sister's Crown                   | Coroana surorii mele  | engleză, cehă, bulgară, ucraineană | 10  | 129    |
| 15 | Australia         | Voyager                    | Promise                             | Promite               | engleză                            | 9   | 151    |
| 16 | Belgia            | Gustaph                    | Because of You                      | Din cauza ta          | engleză                            | 7   | 182    |
| 17 | Armenia           | Brunette                   | Future Lover                        | Viitor iubit          | engleză, armeană                   | 14  | 122    |
| 18 | Republica Moldova | Pasha Parfeni              | Soarele și Luna                     | —                     | română                             | 18  | 96     |
| 19 | Ucraina           | Tvorchi                    | Heart of Steel                      | Inimă de oțel         | engleză                            | 6   | 243    |
| 20 | Norvegia          | Alessandra                 | Queen of Kings                      | Regina regilor        | engleză                            | 5   | 268    |
| 21 | Germania          | Lord of the Lost           | Blood and Glitter                   | Sânge și sclipici     | engleză                            | 26  | 18     |
| 22 | Lituania          | Monika Linkytė             | Stay                                | Rămâi                 | engleză                            | 11  | 127    |
| 23 | Israel            | Noa Kirel                  | Unicorn                             | Unicorn               | engleză, ebraică                   | 3   | 362    |
| 24 | Slovenia          | Joker Out                  | Carpe diem                          | Trăiește clipa        | slovenă                            | 21  | 78     |
| 25 | Croația           | Let 3                      | Mama ŠČ!                            | —                     | croată                             | 13  | 123    |
| 26 | Regatul Unit      | Mae Muller                 | I Wrote A Song                      | Am scris un cântec    | engleză                            | 25  | 24     |

## Legături externe
Materiale media legate de Concursul Muzical Eurovision 2023 la Wikimedia Commons
- Site web oficial